# We Are the Heroes
Chansons représentant la Biélorussie au Concours Eurovision de la chanson
I Love Belarus (en)
(2011) Solayoh
(2013)
We Are the Heroes (Nous sommes les héros) est la chanson du groupe de rock biélorusse Litesound qui représente la Biélorussie au Concours Eurovision de la chanson 2012 à Bakou, en Azerbaïdjan.
Le 24 février 2012, on apprend que c'est cette chanson qui représentera la Biélorussie au concours, et non All My Life, la chanson choisie le 14 février au cours de la finale nationale biélorusse. All My Life était interprétée par Alena Lanskaya, composée par Leonid Shirin et Yuri Vashchuk et produite par Vladi Varga.

## Eurovision 2012
La chanson All My Life est sélectionnée le 14 février 2012 lors d'une finale nationale.
Elle est remplacée par We Are the Heroes le 24 février 2012, à la suite d'un choix interne.
Elle participe à la seconde demi-finale du Concours Eurovision de la chanson 2012, le 24 mai 2012.